# توموکو اوتا
توموکو اوتا (ژاپنی:太田 朋子؛ نام تولد: هارادا توموکو، متولد ۷ سپتامبر ۱۹۳۳ در میوشی، آیچی) دانشمند برجسته ژاپنی و استاد بازنشسته مؤسسه ملی ژنتیک ژاپن است که در زمینه ژنتیک جمعیت/تکامل مولکولی فعالیت می‌کند و به خاطر توسعه نظریه تکامل «تقریباً خنثی» شناخته شده است. اوتا جوایز متعددی دریافت کرده است، از جمله نشان فرهنگ ژاپن (۲۰۱۶). در سال ۲۰۱۵، اوتا و ریچارد لونتین به‌طور مشترک جایزه کرافورد را «برای تحلیل‌های پیشگامانه و مشارکت‌های بنیادینشان در درک چندشکلی ژنتیکی» دریافت کردند.

## تحصیلات
توموکو اوتا در نزدیکی ناگویا متولد شد و در میوشی-چو در استان آیچی بزرگ شد. او در کلاس ششم ابتدایی بود که جنگ جهانی دوم پایان یافت. پس از جنگ، با تغییرات گسترده در سیستم‌های اجتماعی و آموزشی از جمله معرفی آموزش مختلط، او به دبیرستان در تویوتا رفت و به ریاضیات و فیزیک علاقه‌مند شد. پس از دبیرستان، وارد دانشگاه ناگویا شد. پس از عدم قبولی در آزمون دانشکده پزشکی، به دانشکده کشاورزی دانشگاه توکیو منتقل شد و در رشته باغبانی تحصیل کرد. اوتا در سال ۱۹۵۶ از دانشکده کشاورزی دانشگاه توکیو فارغ‌التحصیل شد. پس از کار در یک شرکت انتشاراتی، در مؤسسه تحقیقات بیولوژیک کیهارا استخدام شد و در آنجا بر روی سیتوژنتیک گندم و چغندر قند مطالعه کرد.
هیتوشی کیهارا به اوتا فرصت تحصیل در خارج از کشور را داد و در سال ۱۹۶۲، او با حمایت بورسیه فولبرایت وارد برنامه تحصیلات تکمیلی در دانشگاه ایالتی کارولینای شمالی شد. او که ابتدا قصد داشت بر روی سیتوژنتیک گیاهی کار کند، تمرکز خود را به ژنتیک جمعیت تغییر داد. او با استاد راهنمای خود، کن-ایچی کوجیما، بر روی مسائل ژنتیک جمعیت تصادفی کار کرد و در سال ۱۹۶۶ دکترای خود را به پایان رساند.

## حرفه علمی
پس از بازگشت به ژاپن در سال ۱۹۶۷، اوتا یک موقعیت پسادکترا در مؤسسه ملی ژنتیک ژاپن (NIG) زیر نظر موتو کیمورا، که در آن زمان تنها ژنتیک‌دان جمعیت نظری در ژاپن بود، به دست آورد. اوتا بعدها به موقعیت تحقیقاتی در مؤسسه ملی ژنتیک ارتقا یافت و از سال ۱۹۶۹ تا ۱۹۹۶ در آنجا ماند. در آوریل ۱۹۸۴، اوتا به عنوان استاد تمام در بخش ژنتیک جمعیت NIG منصوب شد. او در سال ۱۹۸۸ به ریاست بخش ژنتیک جمعیت NIG رسید و از ۱۹۸۹ تا ۱۹۹۱ معاون مؤسسه ملی ژنتیک بود. اوتا در سال ۱۹۹۴ به عنوان معاون انجمن مطالعه تکامل خدمت کرد. وی همچنین برندهٔ جوایزی همچون شخصیت دارای شایستگی فرهنگی و نشان فرهنگ شده است.

## تحقیقات
در اوایل دهه ۱۹۶۰، نظریه‌های ژنتیکی دربارهٔ انتخاب طبیعی فرض می‌کردند که جهشهای ارثی یا مضر هستند و از جمعیت حذف می‌شوند، یا مفید هستند و به افراد آینده در جمعیت منتقل می‌شوند. بر اساس این فرض، انتظار می‌رفت همه افراد در یک جمعیت بسیار شبیه به هم باشند. با این حال، در سال ۱۹۶۶، ریچارد لوونتین و جان لی هابی تنوع ژنتیکی بسیار بیشتری از حد انتظار در بین افراد یک جمعیت یافتند. موتو کیمورا توضیح احتمالی‌ای به نام نظریه خنثی تکامل را برای مدل‌سازی تغییرات در یک جمعیت در طول زمان پیشنهاد کرد. بر اساس نظریه او، برخی از انواع ژن نه مفید بودند و نه مضر و تحت تأثیر انتخاب طبیعی قرار نمی‌گرفتند.
اوتا که بر روی نظریه خنثی تکامل با کیمورا کار کرده بود، متقاعد شد که تقسیم‌بندی به جهش‌های خوب، خنثی و مضر مدلی بسیار ساده‌انگارانه برای توضیح کامل داده‌های مشاهده‌شده است. او نظریه‌پردازی کرد که جهش‌های خنثی (نه مضر و نه کاملاً خنثی) هنوز نقش مهمی در تکامل ایفا می‌کنند. او ابتدا مدل کمی مضر تکامل مولکولی را توسعه داد و سپس شکل عمومی‌تری به نام نظریه تقریباً خنثی تکامل ارائه کرد. نظریه او موضع استاد راهنمایش کیمورا را به چالش کشید، اما آنها توانستند به شدت بحث کنند و در عین حال هم دوستی خود و هم مواضع مستقلشان را حفظ کنند.
نظریه اوتا دربارهٔ تثبیت‌های کمی مضر، طبقه جدیدی از مدل‌های مبدأ-تثبیت را معرفی کرد، با هدف توضیح بهتر داده‌های مشاهده‌شده. در حالی که بیشتر جهش‌هایی که بر پروتئین‌های کدشده تأثیر می‌گذاشتند مضر بودند، تا زمانی که خیلی قابل توجه نبودند («تقریباً خنثی»)، می‌توانستند در جمعیت باقی بمانند. اوتا همچنین نقش شانس و اندازه جمعیت را بررسی کرد. او نشان داد که اندازه جمعیت در تعیین این که آیا انواع کمتر از حد بهینه می‌توانند گسترش یابند مهم است؛ در یک جمعیت کوچکتر، شانس تأثیر بیشتری بر مجموعه نتایج خواهد داشت و انتخاب طبیعی عملکرد ضعیف‌تری خواهد داشت. در نتیجه، جهش‌هایی که کمی مضر هستند می‌توانند در جمعیت‌های کوچک آسان‌تر از جمعیت‌های بزرگ، از طریق رانش ژنتیکی تثبیت شوند. در سال ۱۹۷۴، کیمورا و اوتا مجموعه‌ای از پنج اصل کلی را پیشنهاد کردند که ممکن است بر تکامل مولکولی تأثیر بگذارند.